# Victor Wanyama
Victor Wanyama (født 25. juni 1991 i Nairobi, Kenya) er en kenyansk fodboldspiller, der spiller for Montreal Impact. Han er endvidere anfører på Kenyas fodboldlandshold.

## Karriere
Han startede sin europæiske karriere i 2008 hos belgiske Germinal Beerschot hvor han spillede 50 kampe og scorede to mål. I 2011 skiftede han til den skotske storklub Celtic FC og efter et succesfyldt ophold med 61 kampe og 10 scoringer, blev han i sommeren 2013 solgt for det højeste beløb nogensinde i skotsk fodbold til Southampton, 12,5 mio. GBP.
Victor Wanyama blev den første spiller fra Kenya til at score i Champions League-turneringen, da han den 7. november 2011 scorede det første af Celtics mål i 2-1-sejren over FC Barcelona.